# Stockport County Football Club
L'Stockport County Football Club és un club de futbol anglès de la ciutat de Stockport, Gran Manchester.

## Història

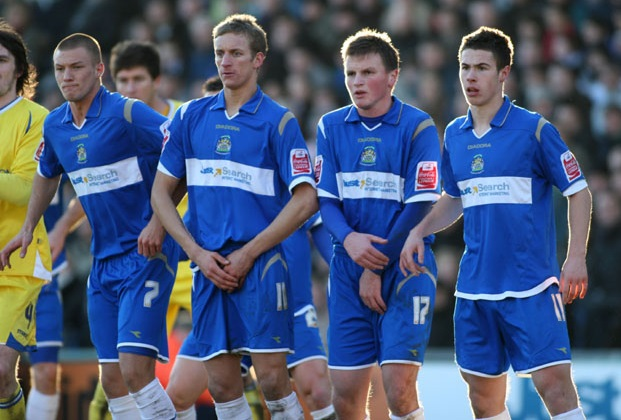
Antics jugadors el desembre de 2008.

El club es fundà l'any 1883 amb el nom Heaton Norris Rovers per membres de l'església congregacional de Wycliffe, adoptant l'actual nom l'any 1890. Jugà a la Lancashire League fins a 1900. Aquest any fou admès a la Football League Second Division. Una mala temporada 1903-04, provocà la seva sortida de la lliga. Després d'un any a la Lancashire Combination, on fou campió, i a la Midland League, retornà a la Football League novament. Entre 1905 i 2011 el club hi competí de forma ininterrompuda. Normalment el club romangué a les divisions inferiors de la Football League. La temporada 1920-21 descendí per primer copa a la Third Division North, de nova creació. Fou el primer campió de la Third Division North la següent temporada.
La temporada 1996-97 fou la més brillant en la història del club, essent segon a la Segona Divisió, amb l'ascens a la First Division, i arribant a les semifinals de la Lliga Cup, on vencé els primera divisió Blackburn Rovers FC, Southampton FC i West Ham United FC. Entre les temporades 1997-98 i 2001-02 jugà cinc temporades a la segona categoria del futbol anglès, la màxima categoria assolida pel club. Des de la temporada 2011-12 juga a la Conference National, en descendir de la Football League Two en finalitzar la temporada 2010-11. Acabada la temporada 2012-13 descendí a la Conference North.

## Estadis
El Heaton Norris Rovers jugà originalment al Recreation Ground, passant per diversos terrenys fins a establir-se a un parc a Green Lane el 1889. L'any 1902 es mogué a Edgeley Park, aleshores seu de l'equip de rugbi lliga de la ciutat. L'any 2002 en celebrà el centenari.

## Colors
Els colors tradicionals del club són el blau i el blanc, malgrat ha jugat amb altres colors al llarg de la seva història. Inicialment lluïa samarreta a franges blaves i blanques verticals i pantalons blancs, però també jugà amb franges vermelles i blanques duran la dècada de 1900s, i amb samarreta blanca i pantalons negres entre els anys 1930 i 1960.
Amb motiu del 125è aniversari l'any 2008 creà un tercer uniforme daurat amb rivets negres.

## Palmarès
Palmarès a data d'abril 2012.
- Tercera Divisió anglesa Nord:
  - 1921-22, 1936-37
- Quarta Divisió anglesa:
  - 1966-67

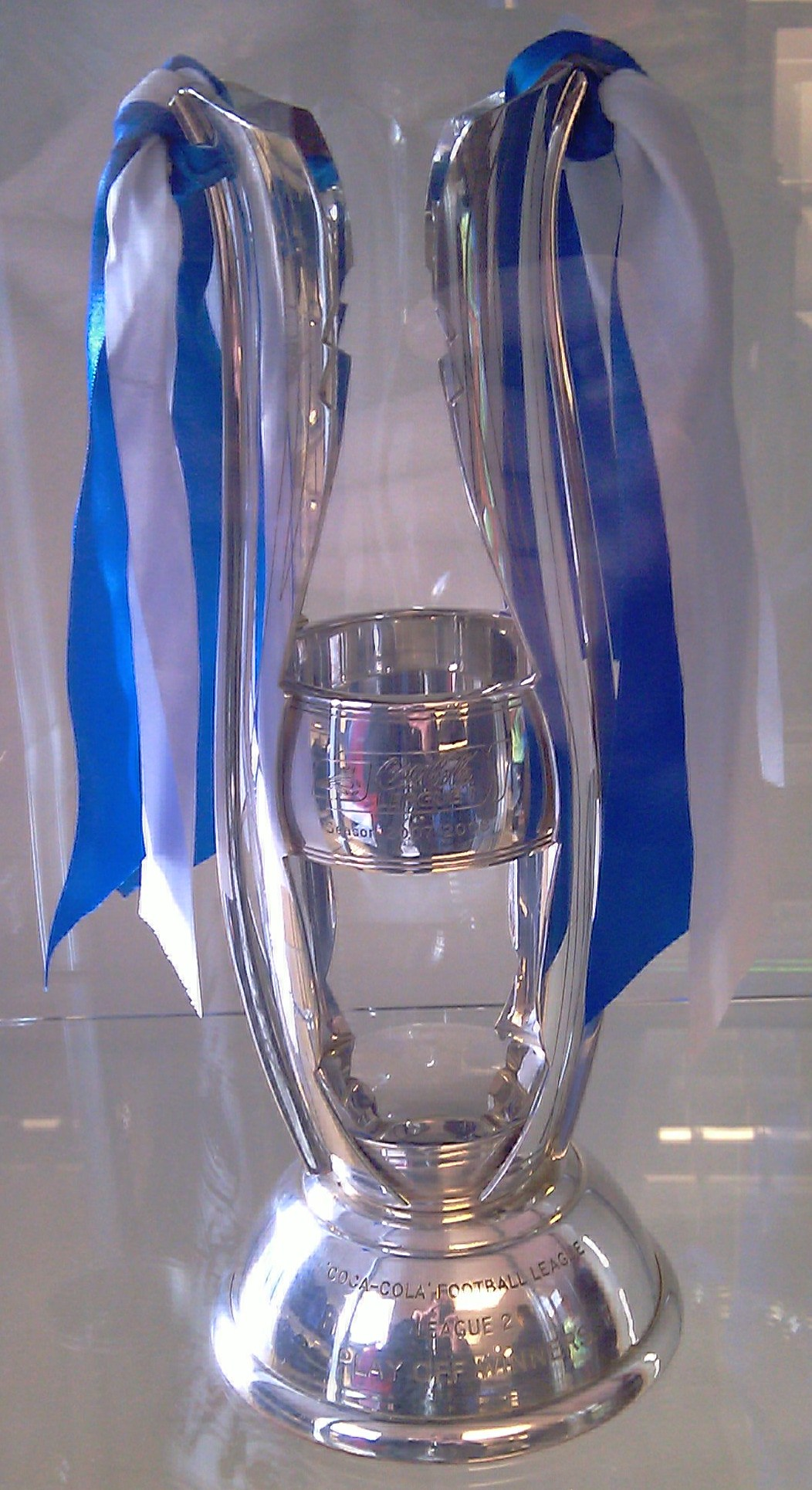
El trofeu del play-off de la League Two.

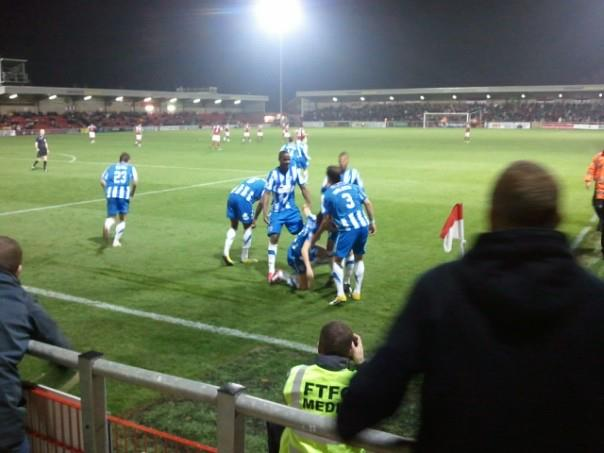
Jugadors celebren un gol el 2011.

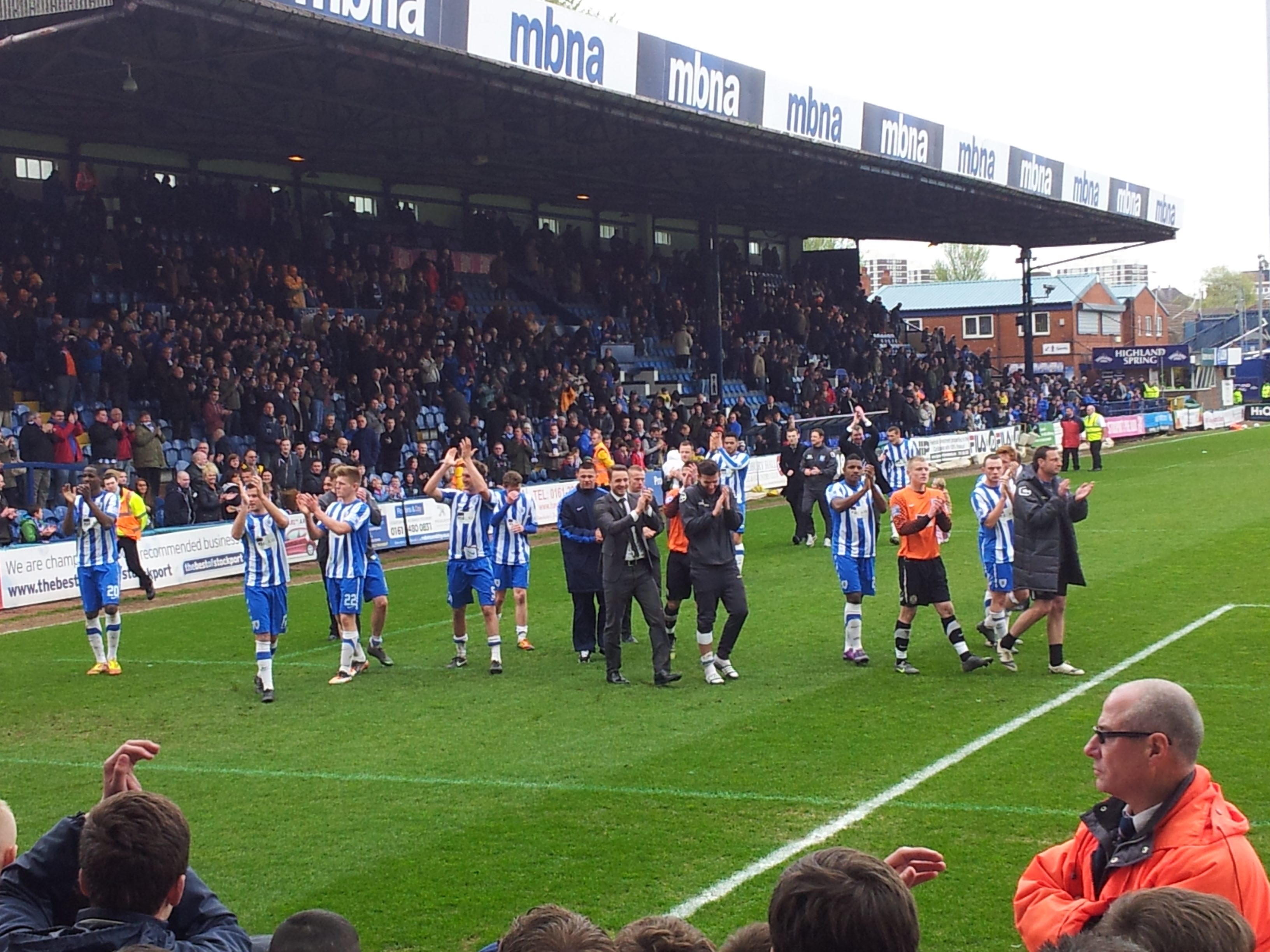
Plantilla l'abril del 2012.

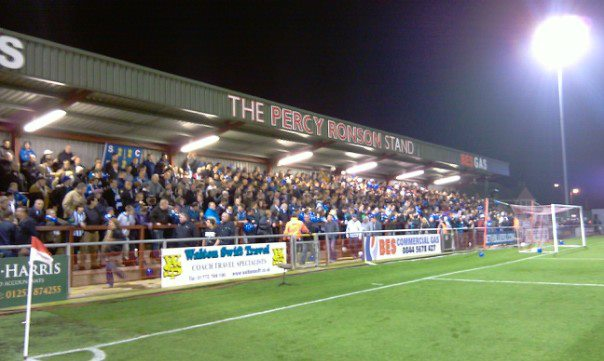
Seguidors a Fleetwood Town el novembre de 2011.

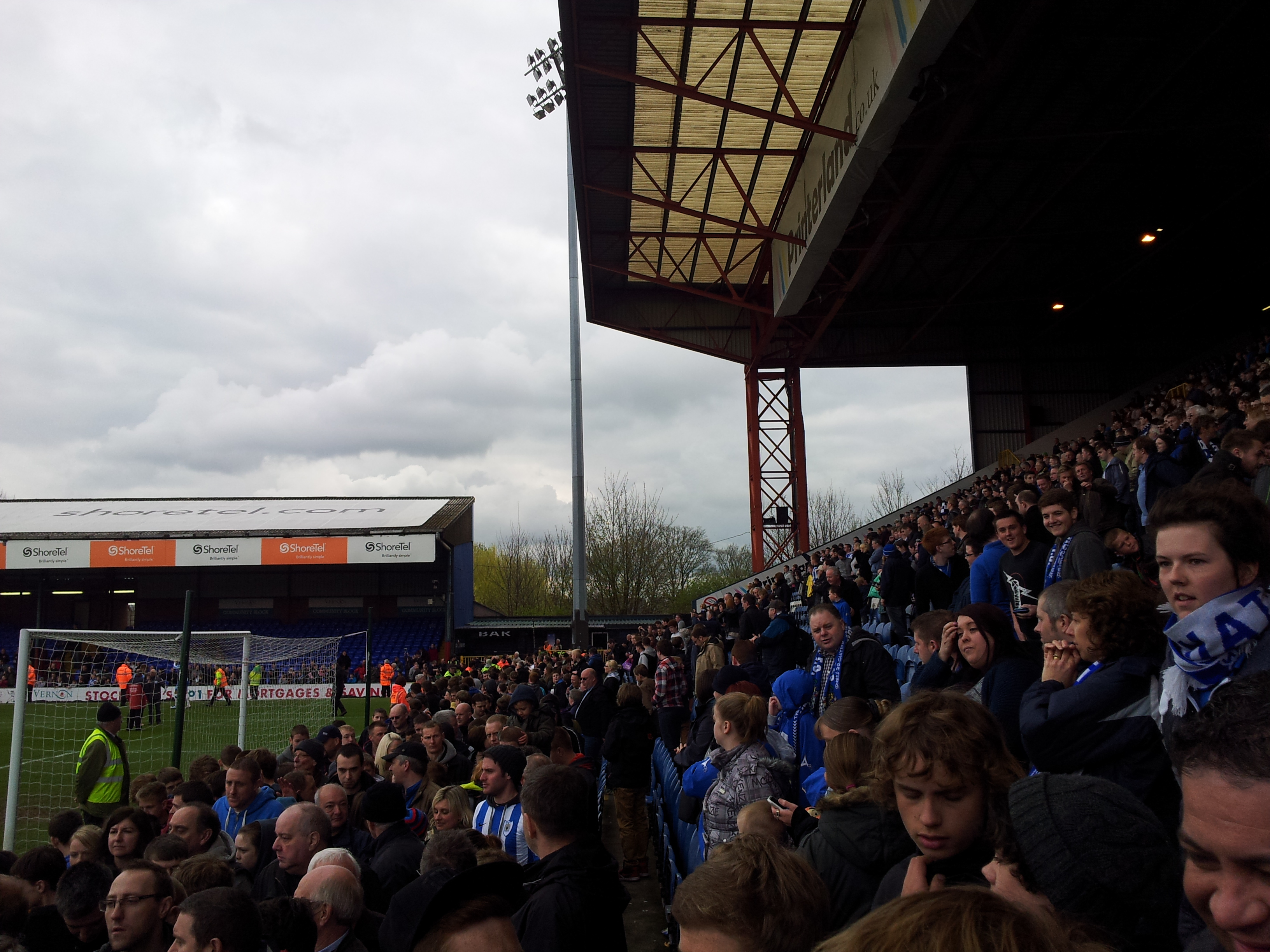
Seguidors el 2012.

- Division Three (North) Challenge Cup:
  - 1936-37
- Lancashire League:
  - 1899-1900
- Lancashire Combination:
  - 1904-05
- Manchester Senior Cup:
  - 1897-98, 1898-99, 1914-15, 1922-23
- Cheshire Medal:
  - 1922-23, 1924-25, 1928-29, 1929-30, 1930-31
- Cheshire Bowl:
  - 1933-34, 1948-49, 1952-53, 1955-56, 1956-57,
1958-59, 1960-61, 1962-63
- Cheshire Friendly Trophy:
  - 1965-66, 1966-67
- Cheshire Premier Cup:
  - 1969-70, 1970-71, 2010-11